# Voleibol nos Jogos Olímpicos de Verão de 1972
O voleibol nos Jogos Olímpicos de Verão de 1972 foi realizado em Munique, Alemanha Ocidental.

## Eventos
Dois eventos da modalidade distribuíram medalhas nos Jogos:
- Torneio masculino (12 equipes)
- Torneio feminino (8 equipes)

## Qualificação
Foi permitido para cada Comitê Olímpico Nacional (CON) competir com apenas um time em cada torneio (masculino e feminino). Como país-sede, a Alemanha Ocidental teve garantida uma vaga em cada um dos torneios.
Masculino
| Torneio de qualificação          | Data                                | Sede                 | Vagas | Qualificados       |  |
| -------------------------------- | ----------------------------------- | -------------------- | ----- | ------------------ |  |
| País-sede                        | 26 de abril de 1966                 | Roma                 | 1     | Alemanha Ocidental |  |
| Jogos Olímpicos de 1968          | 13–26 de outubro de 1968            | Cidade do México     | 1     | União Soviética    |  |
| Campeonato Mundial de 1970       | 20 de setembro–2 de outubro de 1970 | Bulgária             | 1     | Alemanha Oriental  |  |
| Campeonato Mundial de 1970       | 20 de setembro–2 de outubro de 1970 | Bulgária             | 1     | Bulgária           |  |
| Campeonato Mundial de 1970       | 20 de setembro–2 de outubro de 1970 | Bulgária             | 1     | Japão              |  |
| Campeonato Africano de 1971      | 1971                                | Cairo                | 1     | Tunísia            |  |
| Qualificação Asiática            | 29–31 de julho de 1972              | Saint-Dié-des-Vosges | 1     | Coreia do Sul      |  |
| Campeonato Europeu de 1971       | 23 de setembro–1 de outubro de 1971 | Itália               | 1     | Checoslováquia     |  |
| Campeonato da NORCECA de 1971    | 17–22 de agosto de 1971             | Havana               | 1     | Cuba               |  |
| Campeonato Sul-americano de 1971 | 16–25 de abril de 1971              | Montevidéu           | 1     | Brasil             |  |
| Qualificatório Mundial           | 4–10 de agosto de 1972              | França               | 1     | Polônia            |  |
| Qualificatório Mundial           | 4–10 de agosto de 1972              | França               | 1     | Romênia            |  |
| Total                            |                                     |                      | 12    |                    |  |

Feminino
| Torneio de qualificação      | Data                                | Sede             | Vagas | Qualificados       |  |
| ---------------------------- | ----------------------------------- | ---------------- | ----- | ------------------ |  |
| País-sede                    | 26 de abril de 1966                 | Roma             | 1     | Alemanha Ocidental |  |
| Jogos Olímpicos de 1968      | 13–26 de outubro de 1968            | Cidade do México | 1     | União Soviética    |  |
| Campeonato Mundial de 1970   | 22 de setembro–2 de outubro de 1970 | Varna            | 1     | Japão              |  |
| Campeonato Mundial de 1970   | 22 de setembro–2 de outubro de 1970 | Varna            | 1     | Coreia do Norte    |  |
| Campeonato Mundial de 1970   | 22 de setembro–2 de outubro de 1970 | Varna            | 1     | Hungria            |  |
| Jogos Asiáticos de 1970      | 10–19 de outubro de 1970            | Bangcoc          | 1     | Coreia do Sul      |  |
| Campeonato Europeu de 1971   | 23 de setembro–1 de outubro de 1971 | Reggio Emilia    | 1     | Checoslováquia     |  |
| Jogos Pan-americanos de 1971 | 31 de julho–11 de agosto de 1971    | Cali             | 1     | Cuba               |  |
| Total                        |                                     |                  | 8     |                    |  |

## Medalhistas
O Japão foi campeão olímpico de voleibol pela primeira vez, derrotando a Alemanha Oriental na final. A União Soviética ganhou o bronze frente à Bulgária. No feminino, a equipe soviética superou a equipe da Alemanha Oriental para ganhar a medalha de ouro e seu segundo título consecutivo no torneio, enquanto a seleção da Coreia do Norte foi bronze ao derrotar a seleção sul-coreana.
| Evento             | Ouro | Prata | Bronze |
| ------------------ | --- | --- | --- |
| Masculino detalhes | Masayuki Minami Katsutoshi Nekoda Kenji Kimura Jungo Morita Tadayoshi Yokota Seiji Oko Tetsuo Sato Kenji Shimaoka Yoshihide Fukao Yūzo Nakamura Yasuhiro Noguchi Tetsuo Nishimoto JPN Japão                                                  | Arnold Schulz Wolfgang Webner Siegfried Schneider Wolfgang Weise Rudi Schumann Eckehard Pietzsch Wolfgang Löwe Wolfgang Maibohm Rainer Tscharke Jürgen Maune Horst Peter Horst Hagen GDR Alemanha Oriental | Valery Kravchenko Yuriy Poyarkov Yevgeny Lapinsky Yefim Chulak Vladimir Putyatov Vladimir Patkin Leonid Zayko Yury Starunsky Vladimir Kondra Vyacheslav Domani Viktor Borshch Aleksandr Saprykin URS União Soviética |
| Feminino detalhes  | Vera Galushka-Duyunova Tatyana Ponyayeva-Tretyakova Nina Smoleyeva Roza Salikhova Lyudmila Buldakova Tatyana Gonobobleva Lyubov Tyurina Galina Leontyeva Inna Ryskal Tatyana Sarycheva Lyudmila Borozna Nataliya Kudreva URS União Soviética | Sumie Oinuma Noriko Yamashita Seiko Shimakage Makiko Furukawa Takako Iida Katsumi Matsumura Michiko Shiokawa Takako Shirai Mariko Okamoto Keiko Hama Yaeko Yamazaki Toyoko Iwahara JPN Japão               | Ri Chun-ok Kim Myong-suk Kim Zung-bok Kang Ok-sun Kim Yeun-ja Hwang He-suk Jang Ok-rim Paek Myong-suk Ryom Chun-ja Kim Su-dae Jong Ok-jin PRK Coreia do Norte                                                        |

## Quadro de medalhas do voleibol
| Ordem | País                  | Medalha de ouro | Medalha de prata | Medalha de bronze | Total |
| ----- | --------------------- | --------------- | ---------------- | ----------------- | ----- |
| 1     | JPN Japão             | 1               | 1                | 0                 | 2     |
| 2     | URS União Soviética   | 1               | 0                | 1                 | 2     |
| 3     | GDR Alemanha Oriental | 0               | 1                | 0                 | 1     |
| 4     | PRK Coreia do Norte   | 0               | 0                | 1                 | 1     |